# Климена
Климена (грч. Κλυμένη) је у грчкој митологији била Океанида, прамајка целокупног људског рода.

## Митологија
Климена је била једна од старијих Океанида, божанство реномеа, славе и „извиканости“. Била је удата за титана Јапета и према Хесиодовој теогонији, са њим имала синове Атласа, Прометеја, Епиметеја и Менетија. Попут других супруга титана, вероватно је била једно од божанстава Земље, а и њено име указује на еуфемистичан израз имена бога подземља, Хада. С обзиром да су је називали и Азијом, она је можда и епонимна хероина Анатолије. Тек касније се ово име везивало за цео континент. Била је често поистовећивана и са Хесионом, Прометејевом супругом, али не и са нимфом Клименом, Хелијевом љубавницом, без обзира на њихова иста имена и порекло. Климена је описивана и као Херина слушкиња. На античким вазама, она је насликана како стоји покрај Хере, а испред Париса, вероватно као симбол славе коју би Парис добио са влашћу коју му је понудила богиња у замену за златну јабуку богиње Ериде.

## Друге личности
- Једна од Океанида, коју је волео бог Хелије. И она је била персонификација славе и статуса, што је било прикладно, с обзиром да је била пратиља блиставог Сунца. Њено име је и Меропа, које значи „она која окреће лице“. У том случају би њено име сугерисало да је персонификовала помрачење Сунца („када Сунце окреће друго лице“). У сваком случају су песници њено име повезивали са Етиопијом и градом Меропом, за чије се становнике говорило да су тамнопути јер их је спржио Фаетонт, Клименин и Хелијев син, када је изгубио контролу над очевим ватреним кочијама. Осим поменутог Фаетонта, Климена је са Хелијем имала и кћерке Хелијаде. Климена је можда била поистовећивана са Клитијом, коју је такође волео Хелије и која се претворила у сунцокрет. Осим сличности њихових имена, које имају и слична значења, друго Клименино име, Меропа, такође указује на цвет сунцокрета који се окреће ка Сунцу. Под именом Меропа, била је удата за Меропа.[2]
- Била је кћерка Ифида или Миније и Еуријанасе, Филакова или Кефалова супруга и Ификлова и Алкимедина мајка. Према Аполодору, са Јасом је имала кћерку Аталанту.[3][4]
- У Хомеровој „Илијади“, она је била кћерка Егеја и Етре, Менелајева рођака и Хеленина другарица коју је Парис отео заједно са Хеленом. Након разарања Троје, као плен је припала Акаманту. Њу као заробљеницу приказао је Полигнот на лесхи на Делфима.[3][5]
- Хомер у „Илијади“ је наводи и као Нереиду. Нереиду Климену наводи и Хигин.[6]
- Диктисова супруга.[3]
- Кћерка кртиског краља Катреја, који је због пророчанства да ће му унук доћи главе, предао своје кћерке Аеропу и Климену морнару Науплију да их поведе бродом и баци у море. Науплије се смиловао на девојке и Аеропу је предао Плистену или Атреју, а Клименом се оженио и са њом имао синове Паламеда, Еака и Наусимедонта.[7]
- Партенопејева супруга, која је са њим имала синове Тлесимена, Промаха и Бијанта.[8]